# Camăr
Camăr (węg. Kémer) – wieś w Rumunii, w okręgu Sălaj, w gminie Camăr. W 2011 roku liczyła 1741 mieszkańców.